# Letizia Borghesi
Pour les articles homonymes, voir Borghesi.
Letizia Borghesi née le 16 octobre 1998 à Cles, est une coureuse cycliste italienne. Elle a notamment remporté une étape du Tour d'Italie 2019 et terminé deuxième de Paris-Roubaix en 2025.

## Biographie

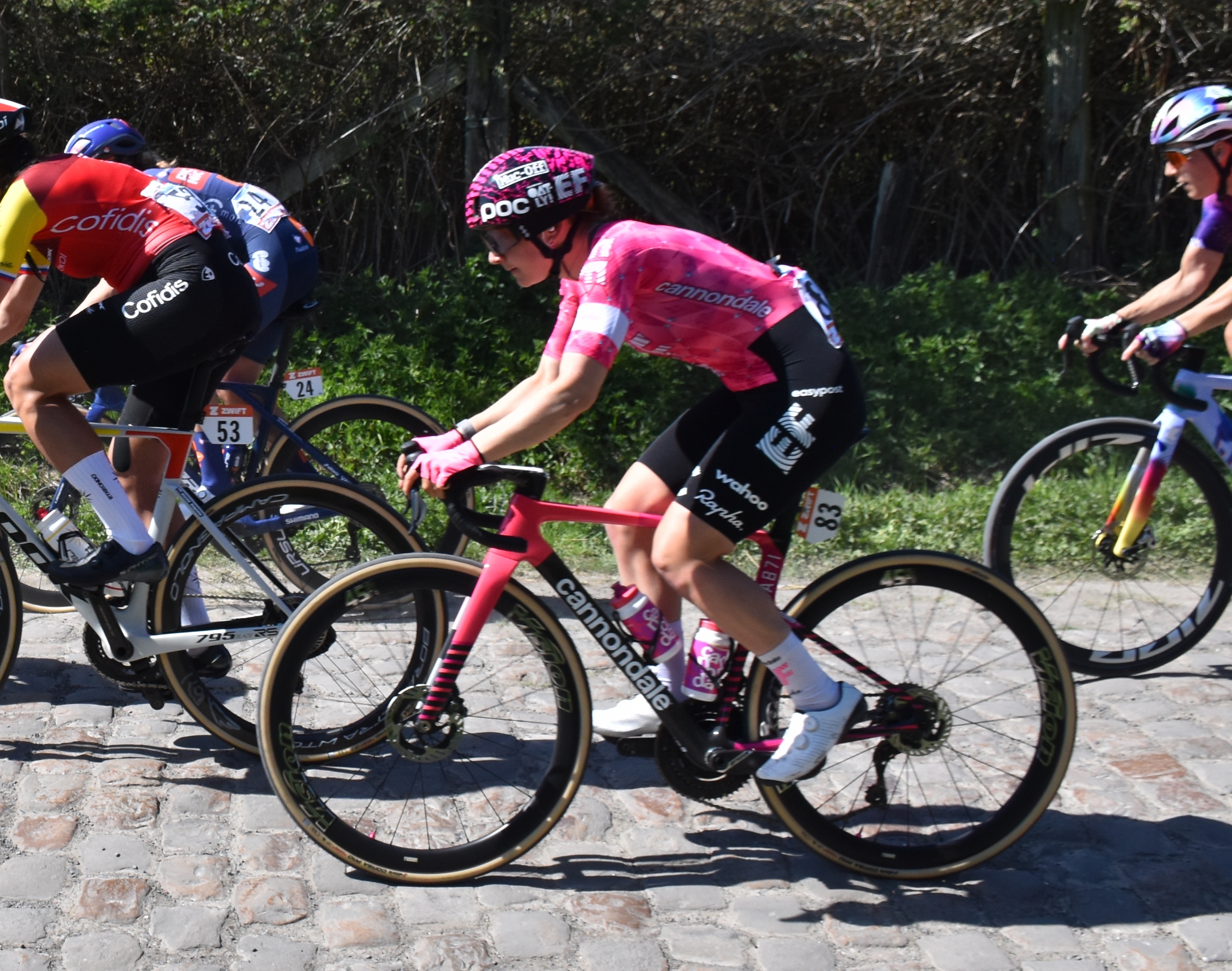
Letizia Borghesi #83, 2e de Paris-Roubaix 2025

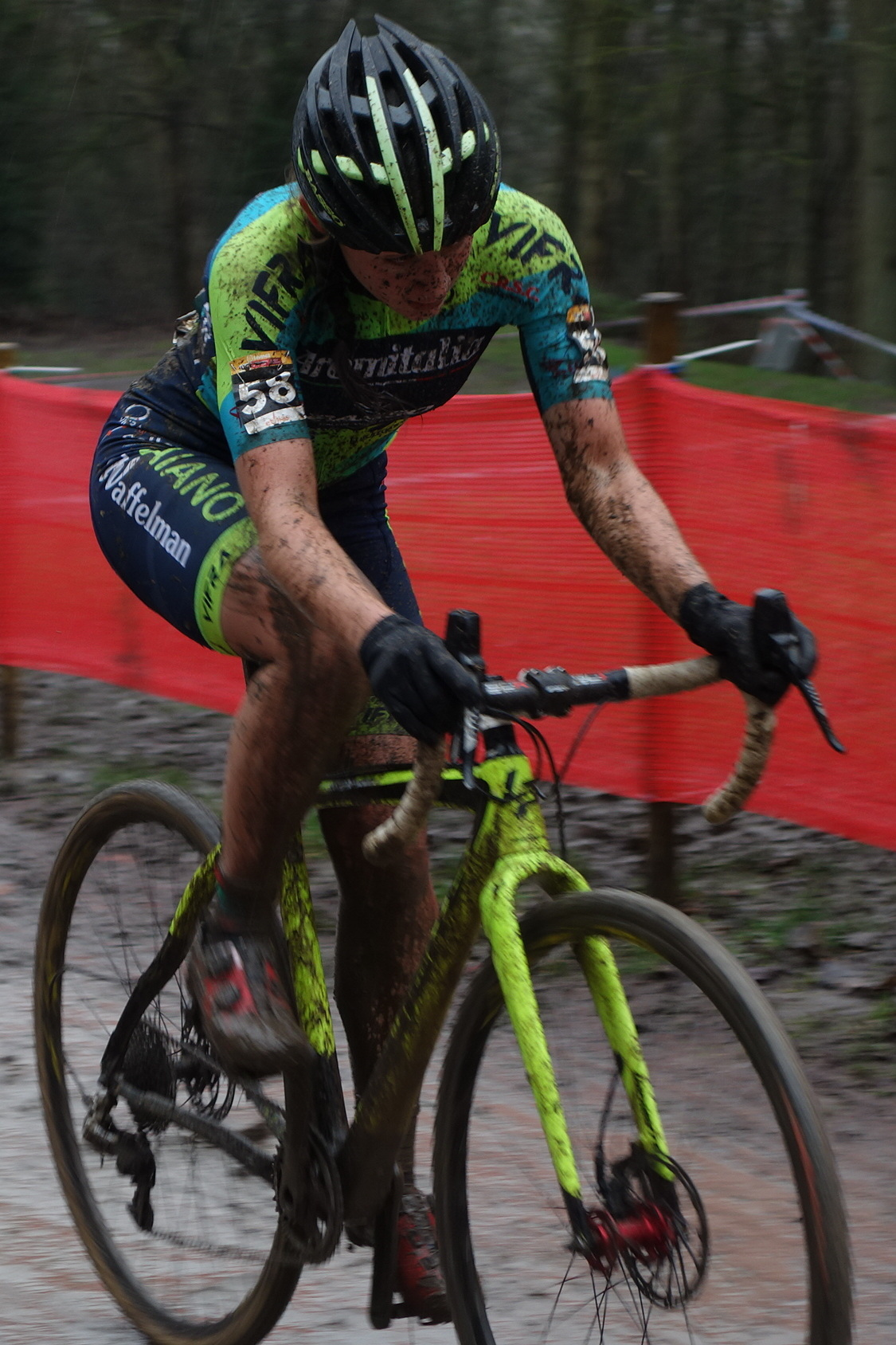
Borghesi en 2019 au Cyclo-cross de Namur.

Letizia Borghesi commencé le cyclisme à l'âge de 12 ans, suivant l'exemple de son père, qui avait obtenu un certain succès chez les amateurs. Sa sœur cadette Giada est également cycliste professionnelle. À partir de 2017, date à laquelle elle a atteint sa majorité, Letizia Borghesi est membre de plusieurs équipes cyclistes italiennes. En 2019, elle remporte la 4e étape du Tour d'Italie 2019 devant sa compatriote Nadia Quagliotto qui lève les bras de la victoire croyant être passée la première sur la ligne d'arrivée. Borghesi est finalement déclarée vainqueure après visionnage de la photo-finish.  
Début 2020, elle est touchée par une maladie virale qui affecte sa vue. Après avoir surmonté cela, elle fait son retour en août 2020 et obtient sa première apparition dans l'équipe nationale aux championnats d'Europe sur route. Lors du Tour des Flandres 2021, elle fait involontairement la une des médias sportifs. Elle est disqualifiée de la course après avoir jeté une bouteille d'eau sur des spectateurs, ce que le jury a considéré comme une violation d'une nouvelle règle sur l'élimination des déchets. Cette interprétation est critiquée et la règle est révisée par la suite.
En 2022, elle rejoint EF Education-Tibco-SVB, roulant pour la première fois pour une équipe World Tour. Depuis ce changement, elle court également des courses de gravel, terminant huitième aux championnats du monde 2022 et quatrième aux championnats d'Europe 2024. Lors de la Classic Lorient Agglomération 2024, elle se classe huitième et atteint pour la première fois le top 10 d'une course World Tour d'un jour. Au printemps 2025, elle termine sixième du Tour des Flandres et, une semaine plus tard, elle obtient son résultat le plus significatif à ce jour avec une deuxième place sur Paris-Roubaix.
Pendant la saison hivernale, Borghesi participe également à des courses de cyclo-cross. En 2024 et 2025, elle est respectivement deuxième et troisième aux championnats d'Italie.

## Palmarès sur route

### Par années
- 2019
  - 4e étape du Tour d'Italie
- 2024
  - 8e de la Classic Lorient Agglomération
- 2025
  - 2e de Paris-Roubaix
  - 6e du Tour des Flandres

### Résultats sur les grands tours

#### Tour d'Italie
6 participations :
- 2019 : 66e, vainqueure de la 4e étape
- 2020 : 76e
- 2021 : 49e
- 2022 : 81e
- 2023 : 40e
- 2024 : abandon (7e étape)

#### Tour de France
3 participations :
- 2022 : abandon (7e étape)
- 2023 : 62e
- 2025 : 95e

#### Tour d'Espagne
1 participation
- 2025 : 62e

### Classements mondiaux
| Année                                 | 2017 | 2018 | 2019 | 2020 | 2021 | 2022 | 2023 | 2024 |
| ------------------------------------- | ---- | ---- | ---- | ---- | ---- | ---- | ---- | ---- |
| Classement UCI                        | 631e | 375e | 231e | 386e | 165e | 150e | 165e | 76e  |
| UCI World Tour                        | nc   | nc   | 125e | 151e | nc   | 107e | 121e | 78e  |
|                                       |      |      |      |      |      |      |      |      |
| Légende : nc = non classéSource : UCI |      |      |      |      |      |      |      |      |

## Palmarès en cyclo-cross
- 2018-2019
  - 2e de Cles
- 2022-2023
  - 3e de GP Mamma e Papa Guerciotti
- 2023-2024
  - 2e du championnat d'Italie de cyclo-cross
- 2024-2025
  - 3e du championnat d'Italie de cyclo-cross